# Los Titanes
Los Titanes es una agrupación colombiana de salsa fundada en 1976 por el músico, cantante y productor musical Alberto Barros, creador de los conceptos Tributo a la Salsa y Cumbia Colombiana en la década de 2000.
La agrupación fue creada en la ciudad de Barranquilla en 1976 por el productor musical, arreglista, compositor y trombonista Alberto Antonio Barros Caraballo. Su primer sencillo tuvo el título de "Una palomita", composición de Ley Martin, en la voz de su primer cantante Saulo Sánchez. Hizo su debut en el Carnaval de Barranquilla de 1982 donde ganaron el "Congo de Oro" en el Festival de Orquestas que se celebra cada año en la ciudad.
Levanta el cuero, Por retenerte, Sobredosis, En trance, Mi amante niña mi compañera, Eres mi razón de ser y Compárame, temas que se hicieron conocidos en la voz de Óscar Quezada; "Pensándote", "Apriétala", "No me vuelvo a enamorar", "Tú la pagarás", "Por retenerte", "Sobredosis", "Compárame" entre otras canciones, forman parte de la historia musical del grupo. Actualmente la orquesta está bajo la Dirección del cantante Orlando Quesada.. con  Exitos  como  Te extraño o Me tomas o me dejas. Hit musicales posicionados a nivel internacional. Fue voz lider de la orquesta fruko y sus tesos. Sonora dinamita. La reconocida orquesta colombiana del maestro lucho Bermúdez..ahora los Titanes bajo licencia de DISCOS FUENTES EDIMUSICA.

## Discografía
- 1981: Los Titanes y Sus Invitados
- 1982: Levanta El Cuero
- 1985: Llegaron los Titanes
- 1986: Furor Bailable
- 1988: Apriétala
- 1989: Sobredosis de Amor y Salsa
- 1990: Amor y Salsa
- 1991: Tentación
- 1993: En Su Salsa
- 1993: Bastó Una Mirada
- 1994: 6a. Avenida
- 1995: El Titán de la Salsa
- 1995: Grandes Éxitos de Salsa
- 1996: Rompiendo Esquemas
- 1998: Salsa al Máximo Voltaje
- 1999: Tributo a Héctor Lavoe "La Voz"
- 2001: Salsa Magic
- 2001: Tremenda Salsa
- 2003: Salsa Super Power
- 2003: Heavy Salsa
- 2007: Tributo a la Salsa Colombiana
- 2008: Mano a Mano
- 2009: Tributo a la Salsa Colombiana Vol. 2
- 2010: Tributo a la Salsa Colombiana Vol. 3
- 2010: Tributo a la Cumbia Colombiana
- 2011: Esencial de Tributo a la Salsa Colombiana
- 2011: Tributo a la Salsa Colombiana Vol. 4
- 2012: Tributo a la Cumbia Colombiana Vol.2
- 2013: Tributo a la Salsa Colombiana Vol. 5
- 2014: Tributo a la Cumbia Colombiana Vol.3
- 2017: Tributo a la Salsa Colombiana Vol. 7
- 2018: Tributo a la Cumbia Colombiana Vol.4
- 2019: Colombianas Salsa All Star
- 2021: Lo mejor de Alberto Barros
- 2022: Colombianas Salsa All Star Despecho
- 2023: Auditorio Nacional Ciudad de México Vol 1

1989: Sobredosis de Amor y Salsa
1		Sobredosis
Vocals – Oscar Quesada
4:10
2		Comparame
Vocals – Oscar Quesada
4:22
3		En Trance
Vocals – Oscar Quesada
3:58
4		Tu Cuerpo Mío
Vocals – Oscar Quesada
3:57
5		Mi Amante Niña, Mi Compañera
Vocals – Oscar Quesada
4:22
6		Por Retenerte
Vocals – Oscar Quesada
4:46
7		Pensandote
Vocals – Maconda*
4:34
8		Metiste La Pata
Vocals – Maconda*
4:37
9		Desnuda
Vocals – Maconda*
4:34
10		Ven Devórame Otra Vez
Vocals – Oscar Quesada
5:09
11		Apriétala
Vocals – Alvaro Pava
4:06
12		Lluvia
Vocals – Oscar Quesada
4:52
13		Abochornao
Vocals – Alberto Barros
3:53
14		Eres Mi Razón De Ser
Vocals – Oscar Quesada
4:50
Sobredosis De Amor Y Salsa (LP, Album, Stereo)	Discos Fuentes	201668	Colombia	1989	